# تور جونسون
تور جونسون (بالسويدية: Tor Johnson)‏ (19 أكتوبر 1903 – 12 مايو 1971)، واسمه عند الولادة تور يوهانسون، هو مصارع محترف وممثل سويدي، لقب بالملاك السويدي الخارق. اشترك جونسون في عدد من أفلام إد وود.

## سيرته
ولد تور يوهانسون في السويد، وهو ابن كارل يوهانسون ولوفيسا بيتيرسون. وكان أثقل وزن بلغه في حياته هو 181 كيلو (400 رطل). وكان شعر رأسه أشقر اللون، لكنّه حلقه بالكامل ليظهر بشكل شرير ومخيف في المصارعة والتمثيل. بدأ يمثل في أدوار ثانوية في الأفلام عندما انتقل إلى كاليفورنيا – عادة بدور الرجل القوي أو رافع الأثقال – بداية من العام 1934. انتهت مسيرته السينمائية في أوائل الستينات بعد أن ظهر في سلسلة أفلام سيئة الإنتاج. لكنه واصل الظهور على التلفزيون وقام بعدد من الإعلانات التجارية.
خلال مسيرته كممثل، صادق جونسون المخرج إد وود، الذي أخرج له في عدد من الأفلام، وبالأخص فيلم عروس الوحش وفيلم الخطة 9 من الفضاء الخارجي، وكلاهما كان من بطولة بيلا لوغوسي أيضا. وصف بأنه كان ودودا جدا داخل الموقع كما وصفته الممثلة فالدا هانسن، والتي عملت مع جونسون في فيلم ليلة الغيلان عام 1959 (أخرجه وود أيضا)، بأنه «مثل كعكة سكر كبيرة».
خلال هذه الفترة، ظهر تور أيضا كضيف متسابق على برنامج المسابقات You Bet Your Life، وخلال البرنامج أظهر تكشيرة مخيفة على مقدم البرنامج غراوتشو ماركس. هرب غراوتشو من المسرح وهو يدعي الخوف بطريقة فكاهية، ثم عاد وحاول استفزاز جونسون مجددا، ثم قال «لا تقم بهذا التعبير ثانية!».
مات جونسون في عام 1971 في مستشفى سان فيرناندو فالي في سان فرناندو، كاليفورنيا بسبب قصور القلب. ودفن في متنزه إيترنال فالي التذكاري في نيوهول، كاليفورنيا.

## التراث
في السبعينات، قام صانع الأقنعة الهوليودي دون بوست بصناعة وبيع قناع هالوين بوجه جونسون.
في الثمانينات، أصبح جونسون أحد شخصيات القصص المصورة التي أنتجها درو فريدمان.
في 1994، ظهرت شخصية جونسون في فيلم إد وود من إخراج تيم بيرتن، حول المخرج الذي عمل معه، ومثل دوره المصارع جورج ستيل.
في 2005، وضع المسلسل التلفزيوني «ديدلي سينما» محاكاة ساخرة عن شخصية جونسون والخطة 9 في إحدى حلقاته، وعرضت لقطات من هذه الحلقة في البرنامج الوثائقي، فامبيرا: الفيلم.

## أفلام
| أفلام     | أفلام                            | أفلام                             | أفلام                                        |
| السنة     | الفيلم                           | الدور                             | ملاحظات                                      |
| --------- | -------------------------------- | --------------------------------- | -------------------------------------------- |
| 1934      | Registered Nurse                 | سونيفيتش                          | لم يسجل                                      |
| 1934      | Kid Millions                     | المعذب                            | لم يسجل                                      |
| 1935      | Man on the Flying Trapeze        | توسوف                             | لم يسجل                                      |
| 1936      | Under Two Flags ‏                 | بيدو                              | لم يسجل                                      |
| 1941      | Shadow of the Thin Man           | جاك السفاح                        | لم يسجل                                      |
| 1943      | The Meanest Man in the World     | فلاديمير بولاسكي                  | لم يسجل                                      |
| 1943      | Swing Out the Blues              | رافع الأثقال                      | لم يسجل                                      |
| 1944      | Ghost Catchers                   | موغ                               | لم يسجل                                      |
| 1944      | The Canterville Ghost ‏           | بولد سير غاي                      | لم يسجل                                      |
| 1944      | Lost in a Harem                  | ماجور دومو                        | لم يسجل                                      |
| 1945      | Sudan                            | تاجر العبيد                       | لم يسجل                                      |
| 1947      | Road to Rio                      | ساندور                            | لم يسجل                                      |
| 1948      | State of the Union ‏              | المصارع                           | لم يسجل                                      |
| 1948      | Behind Locked Doors              | البطل                             | لم يسجل                                      |
| 1950      | أبوت وكوستيلو في الفيلق الخارجية | أبو بن                            |                                              |
| 1950      | The Reformer and the Redhead     | الضيف في السباق الأمريكي الفنلندي | لم يسجل                                      |
| 1951      | The Lemon Drop Kid               | الملاك السويدي الخارق             |                                              |
| 1951      | Dear Brat                        |                                   | لم يسجل                                      |
| 1951      | Angels in the Outfield ‏          | المصارع على التلفزيون             | لم يسجل                                      |
| 1952      | The San Francisco Story          | باك                               |                                              |
| 1952      | Lady in the Iron Mask            | ريناك                             | لم يسجل                                      |
| 1953      | Houdini                          | الرجل القوي                       | لم يسجل                                      |
| 1955      | عروس الوحش                       | لوبو                              | Alternative title: Bride of the Atom         |
| 1956      | Carousel                         | الرجل القوي                       | لم يسجل                                      |
| 1956      | النوم الأسود (فيلم 1956)         | السيد كاري                        | Alternative title: Dr. Cadman's Secret       |
| 1957      | Journey to Freedom               | التركي العملاق                    |                                              |
| 1957      | The Unearthly                    | لوبو                              |                                              |
| 1959      | Night of the Ghouls              | لوبو                              | Alternative title: Revenge of the Dead       |
| 1959      | الخطة 9 من الفضاء الخارجي        | المفتش دانيال غري                 | Former title: Grave Robbers from Outer Space |
| 1961      | وحش يوكا فلاتس                   | جوزيف جافورسكي/الوحش              |                                              |
| التلفزيون |                                  |                                   |                                              |
| السنة     | العنوان                          | الدور                             | ملاحظات                                      |
| 1953–1954 | You Are There ‏                   |                                   | حلقتان                                       |
| 1954      | General Electric Theater         | الرجل الأصلع                      | جلقة واحدة                                   |
| 1954      | Rocky Jones, Space Ranger        | نابورو                            | جلقة واحدة                                   |
| 1956      | The Adventures of Hiram Holliday | بانديني القوي                     | جلقة واحدة                                   |
| 1960      | Adventures in Paradise ‏          | ميكو                              | جلقة واحدة                                   |
| 1960      | Peter Gunn                       | برونو                             | جلقة واحدة                                   |
| 1960      | بونانزا (مسلسل)                  | برانيغان                          | جلقة واحدة                                   |
| 1961      | Shirley Temple's Storybook       | الرجل القوي                       | جلقة واحدة                                   |

- ملاحظة: شخصية لوبو التي لعبها جونسون في فيلم The Unearthly ليست نفس الشخصية التي لعبها في أفلام إد وود.

## روابط خارجية
- تور جونسون على موقع CageMatch worker (الإنجليزية)

- تور جونسون على موقع IMDb (الإنجليزية)
- تور جونسون على موقع ألو سيني (الفرنسية)
- تور جونسون على موقع أول موفي (الإنجليزية)
- تور جونسون على موقع قاعدة بيانات الأفلام السويدية (السويدية)
- تور جونسون على موقع إن إن دي بي (الإنجليزية)
- تور جونسون على موقع قاعدة بيانات الفيلم (الإنجليزية)
- تور جونسون على موقع كينوبويسك (الروسية)
- تور جونسون على موقع فايند أغريف
- Tor Johnson bio on (re)Search my Trash